# アラベスク (漫画)
『アラベスク』は、山岸凉子による日本の漫画作品。1971年から1975年にかけて発表された。

## 概要
1970年代の共産体制下のソビエト連邦を主舞台にした長編バレエ漫画。第1部は1971年から1973年に『りぼん』（集英社）で、第2部は1974年から1975年に『花とゆめ』（白泉社）でそれぞれ連載された。
1970年代、日本のバレエはまだ到底世界的に通用するものではなかった事もあり、当時世界最高峰のバレエ大国であったソビエトを作品の舞台に選んだという。連載が始まって間もない頃に萩尾望都と共にボリショイ劇場に観劇に行っている。そのため、1970年代の社会情勢やバレエ事情が、作中に色濃く反映されている。その後ソビエト崩壊で世界情勢は一変し、バレエ事情も大きく変わっている（当時「規格外」とされた長身バレリーナが現在はむしろ主流、体操出身のプリマもいるなど）。

## 単行本
単行本は、りぼんマスコットコミックス（集英社）から第1部の全4巻が刊行された。その後、花とゆめコミックス（白泉社）から第2部の全4巻が刊行され、当初集英社から刊行されていた第1部もこのレーベルから再刊行されている。ただし、花とゆめコミックスから刊行された第1部の単行本は、りぼんマスコットコミックス版に比べカバーのイラストなどに違いがある。
2010年にはカラー原稿と2色原稿を完全復刻した全4巻の完全版が発売された。

## あらすじ

### 第1部
ウクライナ共和国キエフのシェフチェンコバレエ学校で学ぶノンナ・ペトロワは長身で優雅さに欠ける劣等生であったが、ソビエトの「金の星」と称されるユーリ・ミロノフに見出され、レニングラード・バレエ学校に編入する。編入早々から猛特訓を課すミロノフの真意がわからなかったノンナであるが、全てはノンナをレニングラード・キーロフ・バレエ団の新作バレエ公演『アラベスク』のモルジアナ役に抜擢するためであった。ノンナはミロノフの期待に応えて公演を成功させ、当初から計画されていた映画化が実現するが、映画版のモルジアナ役をモスクワ・ボリショイ・バレエ団のライサ・ソフィア（ラーラ）と争うこととなる。『瀕死の白鳥』のダブルキャストによる対決の結果、観客と評論家の支持を得たラーラが役に決まり、傷心のノンナは逃避行の旅に出る。旅の途中、とある小さな町にたどり着いたノンナは町の劇場のベテランプリマであるオリガ・デミードウに出会い、バレエの心を教えられる。折しも様々な要因が重なったことにより映画の撮影が難航しており、撮影現場ではノンナを推す声が高まっていた。撮影現場に戻ったノンナはラーラとの再テストに挑み、遂に役を手に入れる。『アラベスク』映画版は大成功を収め、ノンナは世界の注目を浴びる。その後、ノンナとミロノフはパリ・オペラ座バレエ団から客員として招待され、クラシックを基礎とするソビエトのバレエとは異なる自由奔放なフランスのモダンバレエをクレール・マチューとロベールから教わる。フランスからの帰国後、『アラベスク』映画版の功績が評価されたノンナはウラノワ特別賞を受賞する。

### 第2部
ノンナはレニングラードバレエ学校の最上級生の8年生になる。まだまだミロノフ先生から指導を受けたいと思っているが、ミロノフは、ド田舎のハルギツから有望な生徒としてスヴェトラナ・エフレモワ（ヴェータ）を連れてきて、熱心に指導する。卒業し、バレエ団員となった親友のアントニーナ・スホワ（アーシャ）が白鳥の湖でデビューすることになるが、彼女は公演中妊娠が分かり、大事を取り白鳥だけ踊ることになる。ミロノフの計らいでレッスンを見学していたヴェータしか、大幅に振り付け変更されているその白鳥の湖を踊れるものがおらず、黒鳥をピンチヒッターでヴェータが踊り、アーシャのデビューが半減したものになってしまう。ノンナは、来ソビエトの政治家の接待公演でアラベスクを踊ることになるが、ミロノフのライバルでもある、世界的なドゥミ・キャラクテールであるエドゥアルド・ルキン（エーディク）がヴェータの用事で呼ばれて踊れなくなったミロノフの代役を独自の解釈で踊る。その場でアラベスクを踊るはずだったノンナは、ミロノフが熱心に指導するヴェータへの嫉妬心から精神状態が不安定になり、足が動かなくなってしまう。
最上級生であるノンナは、卒業コンサートで「せむしの仔馬」を踊ろうと思っていたが足が動かないため踊ることができず、また偶然ヴェータが同じ演目を卒業コンサートで踊ることを当日知ることになり、パニックを起こしてしまう。コンサートに来ていたエーディクから、ノンナもバレエ団の北欧公演についていき、ミロノフから離れて自分の踊りを踊るために、北欧で一緒に亡命しようと誘われる。
エーディクは亡命したが、土壇場で亡命せずミロノフのもとに居ることを選んだノンナは、足が動くようになる。現行は8年制だが試験的に9年制にする案が学校で起こり、ノンナは9年生になる。そのクラスで男子ナンバーワンのレミル・ブロフとノンナはパートナーを組むことになる。そして、エーディクのような亡命者を出さないため、モスクワから副校長として送り込まれた往年の名バレリーノのザカレフスキーの引きで、ベルリンからバレエピアニストのカリン・ルービツが9年生の教室に来る。怪しい魅力を持つ同性愛者のルービツは、ノンナがミロノフに尊敬以上の感情をもっているのを見て、ノンナを性的に未熟であるとバカにしたり、ミロノフを誘惑するようにけしかけたりする。
ノンナはレミルと組んでコンクールに出ることになり、ザカレフスキーはラーラとの対決の「瀕死の白鳥」でノンナが失敗していることを持ち出し、プリマとしてではなく、バレエにおいては脇役のキャラクターダンサーとしてコンクールに出ることを発案するが、ミロノフの強硬な反対で、ノンナは、自分が苦手とする静かな踊りの極致であるラ・シルフィードをコンクールで踊ることになる。ルービツの恋人だった、自分とは反対のタイプである、華奢で繊細な外見の若いバレリーナの得意な演目がシルフィードであったことをルービツからほのめかされ、ノンナは気持が乱れるが、自分の解釈でシルフィードを踊ることで、心の迷いを断ち切り、コンクールではグランプリを取る。
ルービツがベルリンに帰ることになり、実は心魅かれていたノンナを銃で脅して連れて行こうとするが、その場面を見たミロノフをルービツは誤って撃ってしまう。拘置所に会いに行ったノンナに、ルービツは、ノンナを愛したが、ミロノフにも魅かれ、ノンナがミロノフにもし抱かれればそのノンナを自分が抱くことで自分がミロノフと愛し合ったことになると思い、ミロノフを誘惑するようにノンナをけしかけていたと告白する。入院したミロノフをノンナはかいがいしく看病し、なぜルービツに脅されている場にミロノフが来たのかを問うと、ミロノフはノンナに愛を告白するつもりで来たことをほのめかして終わる。

## 劇中作『アラベスク』
「アラベスク」とはバレエのポーズの事だが、語源はアラビアの唐草模様からくる。そこから、「アラビアン・ナイト」の「アリババと40人の盗賊」を原案とする、ヒロイン・モルジアナとアリババの物語を描いた新作バレエのタイトルを『アラベスク』とした、という。

## 登場人物
注：（ ）内は愛称形。名前の後ろの数字は登場する部である。

### レニングラード・バレエ学校
ノンナ・ペトロワ（I・II）
ウクライナ共和国キエフ出身。身長168cmという長身の持ち主であり、ダイナミックだが優雅さに欠けると評されていた。優秀な姉イリーナと常に比較され劣等感を抱いていたが、その秘めた才能をミロノフに見出されキエフ・シェフチェンコバレエ学校からレニングラード・バレエ学校へ編入することになる。在学中の身でありながらレニングラード・キーロフ・バレエ団の新作公演『アラベスク』のモルジアナ役に抜擢され成功を収めるが、更なる試練が次々と彼女を襲う。ミロノフに対しては師弟関係を超えた感情を抱くようになる。
アントニーナ・スホワ（アーシャ）（I・II）
ノンナのルームメイトであり、親友。『アラベスク』のコール・ド・バレエ（群舞）に選ばれ『アラベスク』映画版にも群舞として出演する。卒業後はレニングラード・キーロフ・バレエ団に入団し、セルゲイと結婚する。若手を主体とした『白鳥の湖』で1日だけ主役のオデット役を任されるが、公演当日に妊娠が発覚する。流産を危惧されながらも公演の最後まで踊り抜き、その後は産休に入った。
マイヤ・イワネンコ（I）
モスクワ・バレエコンクールで入賞を果たす実力者。ノンナの才能を認めライバル視する。体操のオリンピック金メダリストである母親がレニングラードの名誉市民であることから、レニングラード・キーロフ・バレエ団の大物と繋がりがある。『アラベスク』の群舞に選ばれるが、元々の体操経験の影響によって踊りの個性・アクが強すぎたために役を降ろされてしまう。さらに、ラーラからはプリマではなくキャラクター・ダンサーに向いていると指摘される。自身もそれを悟り、体操選手として世界を目指すためにバレエ学校を退学する。後にミュンヘン・オリンピックの代表に選ばれる。
アリサ・パフリスカヤ（I）
マイヤのルームメイト。『アラベスク』の群舞を降ろされたマイヤの代役となる。
スヴェトラナ・エフレモワ（ヴェータ）（II）
ハルギツからの転入生。ハルギツでは普通学校を卒業して時計工場の工員をしており、バレエはクラブ活動で習っていた。ミロノフに見出されてバレエ学校に転入することになったため、同様の経歴を持つノンナをライバル視する。ミロノフから直接指導を受ける機会に恵まれ、ノンナの嫉妬を浴びることとなる。他人の踊りを見ただけで模倣できる能力を持つ一方で、正式なバレエ教育を受けてこなかったために自分自身の踊りができないという欠点がある。卒業後はレニングラードの正団員になることができず、ハルギツ劇場のソリストとなる。
レミル・ブロフ（II）
第2のミロノフとも評される実力者。チャイコフスキー・コンクールでノンナのダンスパートナーとなる。ミロノフとザカレフスキーの諍いによって技術的な派手さがないためコンクールには不向きな『シルフィード』が演目に決まった際には、ノンナに対する愛情からパートナーを解消することはなかった。コンクールではグランプリのノンナに次ぐ男性1位のゴールド・メダリストとなる。
ザカレフスキー（II）
モスクワからレニングラード・バレエ学校の副校長として送り込まれた監視役。ノンナをキャラクター・ダンサー向きだと決め付ける彼に、ミロノフはノンナのプリマとしての資質を証明すべく、あえてノンナに「ラ・シルフィード」を踊らせることになる……。

### レニングラード・キーロフ・バレエ団
ユーリ・ミロノフ（I・II）
ソビエトの「金の星」と称されるソリスト。ノンナの師であり、最高のダンスパートナーでもある。人に対する感情は根は熱いものがあるが、表面上はどこか冷たい人間に見えるところがあり、しばしばノンナを苦しめる。
エドゥアルド・ルキン（エーディク）（II）
ミロノフの同期でありライバル。一流のキャラクター・ダンサーであり、ダンスール・ノーブルとキャラクター・ダンサーの中間と言うべき存在でもあることからドゥミ・キャラクテールと評される。海外を転戦していたが、ミロノフの代表作である『アラベスク』のアリババ役を踊るために帰国した。スカンジナビア諸国の政治的要職者が招待された特別公演でミロノフの代役を務め、オリジナルの振り付けと異なる独自の踊りで対抗する。その後、ドゥミ・キャラクテールという評価しかされないソビエトの現状に失望してベルギーに亡命した。
イリナ・コルパコワ（I・II）
ソビエトでも一二を争うと言われる名プリマ。
セミョーノフ（II）
コルパコワの夫。北欧公演では総監督を務める。
トロヤノフスキー（I・II）
劇場の総裁。

### モスクワ・ボリショイ・バレエ団
ライサ・ソフィア（ラーラ）（I）
わずか17歳でプリマとなった天才少女。『アラベスク』映画版のモルジアナ役をノンナと争い、『瀕死の白鳥』のダブルキャストによる対決の結果、観客と評論家の支持を得て役を手に入れる。映画の撮影開始後、ガイダロフが監督する短編映画の撮影に無断で参加して練習に穴を開けたことなどにより撮影が順調に進まなくなり、ノンナを推す声が高まってしまう。自身のプライドをかけて再テストを希望するが、敗北を悟る結果となり、結論が出る直前に辞退を申し出た。その後、以前から興味のあった女優になるためにバレエ界から引退する。
ミニコフ（I）
バレエ団の幹部。『アラベスク』映画版の製作に携わり、モルジアナ役にラーラを強く推す。従来のバレエ映画と異なる斬新なカメラワークを求めるレオを監督から降板させようとする。

### パリ・オペラ座バレエ団
クレール・マチュー（I）
最年少でのエトワール昇進が近いと目されているプルミエール・ダンサー。モスクワ・ボリショイ・バレエ団の元ソリストでフランスに亡命したロシア人の父親を早くに亡くし、貧困の中で家族を支えながらバレエを続けてきた。客員としてパリに招待されたノンナとミロノフに『ミラージュ』の影の踊りを教えることになる。エトワールになりバレエ団伝統の『ジゼル』を踊るのが夢であるが、白血病に冒されている。舞台で死ぬことを希望して病気を隠し続けていたが、公演中に倒れて入院し、バレエへの執念をノンナに託して亡くなった。
ロベール（I）
マチューのダンスパートナー。客員としてパリに招待されたノンナとミロノフに『ミラージュ』の光の踊りを教える。
クレール・モットー（I）
バレエ団を背負って立つエトワール。マチューの名付け親である。

### キエフの人々
ノンナの母（I）
キエフ・シェフチェンコバレエ学校の教師。レニングラード・バレエ学校への編入を求められたのが優等生のイリーナではなく劣等生のノンナであることに戸惑う。
イリーナ・ペトロワ（I）
ノンナの姉。キエフ・シェフチェンコバレエ学校の学生。優秀な学生であるが、ダンサーとして完成してしまっていると評価され、レニングラード・バレエ学校への編入の声はかからなかった。
タチャーナ・タヤーキナ（ターニャ）（I）
キエフ・バレエ団のプリマ。地方公演の合間に小さな町の劇場を訪れ、『アラベスク』映画版のモルジアナ役に選ばれなかったショックで行方不明となっていたノンナを発見する。

### その他
レオ・リジンスキー（I・II）
『アラベスク』映画版の監督。従来のバレエ映画と異なる斬新なカメラワークを求め、モスクワ・ボリショイ・バレエ団の幹部と対立する。バレエはあまり詳しくないが、芸術家としての勘からモルジアナ役にはノンナがふさわしいと考えている。自身の主義を貫き通した結果、映画は大成功を収め、ベニス国際映画祭特別銀賞を受賞する。ロシア政府からはロシア共和国人民芸術家賞を贈られる。
ヴェ・ルノフ（I）
バレエ評論家の大御所。『アラベスク』映画版のモルジアナ役を選ぶにあたって評論が参考にされた。『瀕死の白鳥』初日のノンナの演技を観て酷評するが、徐々に進歩するノンナに対して無限の可能性を秘めていると評価する。
オリガ・デミードウ（I）
とある小さな町の劇場のベテランプリマ。長年にわたってプリマを務めており、実力は未だ健在であるが、若手からは全盛期を過ぎたと見なされて疎まれている。『アラベスク』映画版のモルジアナ役に選ばれなかったショックで逃避行中のノンナと出会い、自宅に居候させて仕事もあてがう。ノンナは偽名を使って身分を隠していたものの早々に正体を見抜いており、公演中に足をくじいて踊れなくなった自身の代役にノンナを指名する。バレエには技術だけではなく情緒性が大切であることを説く。
アレクセイ・デミードフ（アレク）（I）
オリガの息子。音楽学校でピアノを学んでいる。オリガは自身の叶わなかった夢を託して都市に送り出そうとしているが、母親の側にいたいという思いから町に残ることを望んでいる。
ガイダロフ（I）
映画監督。モスクワ・ボリショイ・バレエ団の幹部は『アラベスク』映画版の監督からレオを降板させ、彼を後任に据えようと画策する。ラーラを短編映画の撮影に誘い、バレエ団に無断で出演させる。
セルゲイ・ラパウリー（I・II）
アーシャの夫。レニングラード・オーケストラのフルート奏者。
カリン・ルービツ（II）
ドイツから来た、妖しげな魅力を持つ女性バレエ・ピアニスト。彼女の屈折した愛憎ゆえの謎めいた言動がノンナの心を掻き乱す。

## 単行本
『アラベスク 1』集英社〈りぼんマスコットコミックス〉、1972年
『アラベスク 2』集英社〈りぼんマスコットコミックス〉、1972年
『アラベスク 3』集英社〈りぼんマスコットコミックス〉、1973年
『アラベスク 4』集英社〈りぼんマスコットコミックス〉、1973年
『アラベスク 第1部 1』白泉社〈花とゆめCOMICS〉、1975年
『アラベスク 第1部 2』白泉社〈花とゆめCOMICS〉、1975年
『アラベスク 第1部 3』白泉社〈花とゆめCOMICS〉、1975年
『アラベスク 第1部 4』白泉社〈花とゆめCOMICS〉、1975年
『アラベスク 第2部 1』白泉社〈花とゆめCOMICS〉、1975年
『アラベスク 第2部 2』白泉社〈花とゆめCOMICS〉、1975年
『アラベスク 第2部 3』白泉社〈花とゆめCOMICS〉、1976年
『アラベスク 第2部 4』白泉社〈花とゆめCOMICS〉、1976年
『アラベスク 第1部 1 山岸凉子全集 10』角川書店〈あすかコミックス・スペシャル〉、1986年、ISBN 4049230100
『アラベスク 第1部 2 山岸凉子全集 11』角川書店〈あすかコミックス・スペシャル〉、1986年、ISBN 4049230119
『アラベスク 第1部 3 山岸凉子全集 12』角川書店〈あすかコミックス・スペシャル〉、1986年、ISBN 4049230127
『アラベスク 第2部 1 山岸凉子全集 13』角川書店〈あすかコミックス・スペシャル〉、1986年、ISBN 4049230135
『アラベスク 第2部 2 山岸凉子全集 14』角川書店〈あすかコミックス・スペシャル〉、1986年、ISBN 4049230143
『アラベスク 第2部 3 山岸凉子全集 15』角川書店〈あすかコミックス・スペシャル〉、1986年、ISBN 4049230151
『アラベスク 第1部』朝日ソノラマ〈SUN SPECIAL COMICS〉、1993年、ISBN 4257901810
『アラベスク 第2部』朝日ソノラマ〈SUN SPECIAL COMICS〉、1993年、ISBN 4257901829
『アラベスク 第1部 上巻』白泉社〈白泉社文庫〉、1994年、ISBN 4592881117
『アラベスク 第1部 下巻』白泉社〈白泉社文庫〉、1994年、ISBN 4592881125
『アラベスク 第2部 上巻』白泉社〈白泉社文庫〉、1994年、ISBN 4592881133
『アラベスク 第2部 下巻』白泉社〈白泉社文庫〉、1994年、ISBN 4592881141
『アラベスク 第1部 1 完全版Ⅰ』KADOKAWA〈MFコミックス ダ・ヴィンチシリーズ〉、2010年、ISBN 4040688368
『アラベスク 第1部 2 完全版Ⅱ』KADOKAWA〈MFコミックス ダ・ヴィンチシリーズ〉、2010年、ISBN 4040688376
『アラベスク 第2部 1 完全版Ⅲ』KADOKAWA〈MFコミックス ダ・ヴィンチシリーズ〉、2010年、ISBN 4040688384
『アラベスク 第2部 2 完全版Ⅳ』KADOKAWA〈MFコミックス ダ・ヴィンチシリーズ〉、2010年、ISBN 4040688392
『アラベスク 第1部 1 完全版Ⅰ』KADOKAWA、2021年、Kindle版
『アラベスク 第1部 2 完全版Ⅱ』KADOKAWA、2021年、Kindle版
『アラベスク 第2部 1 完全版Ⅲ』KADOKAWA、2021年、Kindle版
『アラベスク 第2部 2 完全版Ⅳ』KADOKAWA、2021年、Kindle版